# Mouloud Hamrouche
Pour les articles homonymes, voir Amrouche.
Mouloud Hamrouche (مولود حمروش), né le 3 janvier 1943 à Constantine (Algérie), est un homme d'État algérien. Il est chef du gouvernement de septembre 1989 à juin 1991 et candidat à la présidentielle de 1999 sous le slogan du changement.

## Biographie

### Premiers engagements
Durant la guerre d'indépendance, ses frères et ses sœurs sont au maquis ou dans les structures FLN. L'aîné, Mahmoud, est à la  wilaya II (Nord Constantinois), avant de rejoindre la Tunisie, au sein de la représentation du FLN. Saïd, qui passe près de six années au maquis, a côtoyé les principaux dirigeants de la Wilaya II, Zighoud Youcef, Ali Kafi et Salah Boubnider. Malika, une de ses sœurs, rejoint son mari, Rahmani Cherif, au sein de l'ALN. Le mari tombe au maquis. Elle-même est blessée, emprisonnée alors qu'elle est enceinte, et accouche en prison. Le père de Mououd Hamrouche, Bachir, est tué par l'armée française sous ses yeux, alors qu'il a quatorze ans.
Malgré son jeune âge, Mouloud Hamrouche est rapidement intégré dans les réseaux FLN. Il accomplit de multiples petites missions de liaison et de contact, dévolues aux jeunes de son âge, et effectue le grand saut à quinze ans, lorsqu'il mène son premier attentat : il fait exploser une grenade, rue de France, à Constantine.
Il rejoint rapidement un maquis de la Wilaya II, dirigé par Messaoud Boudjeriou mais en raison de son jeune âge, il est évacué vers la Tunisie. De plusieurs dizaines à entreprendre ce périlleux voyage, ils ne sont que treize à arriver en territoire tunisien, après trois mois d'errance.
En Tunisie, il est intégré pendant une courte période dans les services de l'éducation de l'ALN. Il donne des cours à des maquisards en formation, en transit ou blessés. Il est ensuite envoyé en Irak où il reçoit une formation militaire. Il obtient le grade de sous-lieutenant, qui sera le sien à l'indépendance en 1962.
De retour en Algérie, Mouloud Hamrouche est officier instructeur. Il est notamment muté à Boghar, au sud de Médéa, dans un centre d'instruction situé dans cette ville au climat rugueux: froid et neige en hiver, chaleur extrême en été.
De là, le président Houari Boumédiène, qui l'a rencontré aux frontières pendant la guerre, le fait muter à la présidence de la République, au service du protocole. Mouloud Hamrouche en profite pour reprendre ses études, décroche un doctorat en droit et sciences politiques, avec une thèse sur le « phénomène militaire en Afrique » : son expérience avec l'armée ne fait que commencer. Il obtient une bourse pour une formation de deux ans en Angleterre.

### Les réformes
Devenu directeur général du protocole sous Houari Boumédiène, il conserve le même poste avec le président Chadli Bendjedid, avant de devenir secrétaire général du gouvernement puis secrétaire général de la présidence. À partir de ce poste, il commence à élaborer ce qui sera connu plus tard sous le nom de Réformes. L'équipe des réformateurs est née, autour de Mouloud Hamrouche, qui a entre-temps quitté l'armée avec le grade de lieutenant-colonel.
Auparavant, le président Chadli Bendjedid avait tenté des ouvertures, mais s'était trouvé confronté aux appareils et aux lourdeurs du système[réf. nécessaire]. Les réformateurs lui donneront enfin les fondements théoriques et pratiques nécessaires pour tenter de faire bouger le pays.
Hamrouche prend contact avec les chefs d'entreprises, les économistes, les juristes, en rencontre des milliers, et finit par arriver à une conclusion centrale : seule une réforme radicale du système politique et économique peut ouvrir de nouvelles perspectives au pays.[réf. souhaitée]
La réforme économique donne l'autonomie aux entreprises publiques, ouvre la voie à l'investissement privé, la réforme de l'agriculture s'oriente vers la privatisation à terme. Mais la démarche bute sur le blocage politique : il est impossible d'avancer avec un système de parti unique.
La loi N°88-01 du 12 janvier 1988 portant loi d'orientation sur les entreprises publiques économiques porte l'empreinte Hamrouche. Cette loi du temps où Hamrouche était à la présidence de la République, donne plus de liberté aux entreprises publiques en leur enlevant la tutelle du ministère et les dotant de conseils d'administration autonome par rapport aux décisions politiques.

### Ouvertures démocratiques et reformes politiques après Octobre 1988
Les tragiques évènements d'octobre 1988 débloquent la situation. Une nouvelle Constitution ouvre la voie au multipartisme, libère les associations et la parole. C'est dans ce contexte que Mouloud Hamrouche est nommé à la tête du Gouvernement pour succéder à Kasdi Merbah en septembre 1989. Il a quarante cinq ans. Il se lance dans une politique d'ouverture tous azimuts, met en place les mécanismes pratiques de libération de la société et pour l'établissement de règles politiques et économiques solides. Il fait adopter la loi sur la monnaie et le crédit, pièce centrale de la gestion de l'économie, donne naissance à la presse privée, ouvre partiellement les médias publics, encourage les partis. 
C'est une période d'euphorie démocratique[réf. souhaitée] sans précédent dans l'histoire de l'Algérie indépendante.
Dans le gouvernement Hamrouche ne figurent ni le ministère de l'information, remplacé par le conseil supérieur de l'audiovisuel, qui exerçait un contrôle sur la presse, ni celui des Moudjahidines (anciens combattants) qui, selon Hamrouche faisait double avec l'organisation des Moudjahidines. Sous son mandat, l'unique chaine de télévision publique offre aux opposants et aux partis politiques le droit à la parole. Des débats politiques, des critiques, etc. peuvent émerger. Le présentateur du journal télévisé de l'époque dit notamment : « pour la première fois nous n'allons pas commencer les informations par les réunions des ministres, les visites de chantier et les réceptions ». 

### Premières élections libres et pluralistes dans l'Algérie, depuis 1962
Le premier coup de semonce vient de la victoire du parti islamiste: le Front islamique du salut (FIS) aux élections communales de juin 1990. Mais Hamrouche ne s'alarme pas outre mesure. Dans une interview donnée dix ans plus tard, il déclarera : « Je ne sais pas si on peut parler de dérive… Dans une société bloquée qui subitement est libérée, les gens ont tendance à aller, en exagérant, vers l’ouverture démocratique. Ils abusent de la liberté d’expression dans le ton, les thèmes… Ils sont même excessifs… On a estimé à l’époque que c’était une période nécessaire pour que les gens puissent retrouver leur équilibre. On a empêché les gens de parler pendant trente ans. Évidemment, c’est comme quelqu’un qui retrouve sa voix, il a envie de chanter, de crier, de protester pour se rendre compte réellement qu’il ne rêve plus et qu’il peut effectivement s’exprimer. C’est vrai, il y a des dérives qui sont dues aussi à des erreurs de jeunesse. Il y a eu des erreurs. Il y a eu des excès. Il y a eu aussi des excès dans les réponses aux excès. »
Il tente, en parallèle, de rénover le parti du FLN pour en faire un parti politique moderne, en mesure de faire face au parti islamiste du FIS. L'occasion se présente l'année suivante, avec les législatives. Le FLN adopte une règle simple ; les candidats aux législatives doivent être élus par leur base, qui bénéficient d'une totale liberté dans ce domaine. La plupart des barons du FLN, sans liens avec la société, n'arrivent même pas à être candidats.

### Crise de juin 1991: prémices de la guerre civile à venir
Lors des évènements de juin 1991 où les militants islamistes du FIS tenaient les places publiques pour dénoncer les manœuvres du gouvernement algérien à concocter une loi électorale sur mesure et après les premières échauffourées d'une grande violence entre des militants islamistes armés et les services de sécurité algériens, le président Chadli Bendjedid et le ministre de la Défense Khaled Nezzar déploient les troupes de l'armée autour d'Alger, et veulent forcer Hamrouche à changer de démarche. Il démissionne. L'état d'urgence est proclamé et un nouveau gouvernement est formé, chargé d'organiser de nouvelles élections législatives en décembre 1991.

### Guerre civile algérienne
Hamrouche fait campagne pour le FLN, mais les dés sont visiblement truqués[réf. nécessaire]. Tout est fait pour assurer la participation du FIS et rien n'est fait pour éviter sa victoire qui se dessine. Le 26 décembre 1991, c'est le raz-de-marée du FIS. Le pouvoir décide d'interrompre le processus électoral (on était entre les 2 tours du scrutin), de pousser Chadli Bendjedid vers la sortie, et d'instituer un Haut Comité d'État présidé par Mohamed Boudiaf, qui sera assassiné moins de six mois plus tard par un de ses gardes du corps. Le terrorisme s'installe.
Hamrouche, qui connaît bien le système et son fonctionnement, refuse l'arrêt des élections, prône le dialogue et un retour à la volonté du peuple. En vain. Il prône également une refondation du FLN, dirigé par Abdelhamid Mehri. Le FLN est repris en mains par le système[réf. souhaitée], qui réussit finalement à faire éjecter Mehri.
Hamrouche refuse d'être candidat à la présidentielle de 1995, sachant que les jeux sont truqués.[réf. nécessaire] Il se présente à celles de 1999, après les garanties données par l'armée, et mène une grande campagne. Mais à l'approche du scrutin, il se retire avec cinq autres candidats, quand il devient évident que ni le président Liamine Zeroual, ni le commandement de l'armée, n'ont tenu leur parole en vue d'assurer des élections libres[réf. souhaitée].
Hamrouche envisageait l'idée de créer un parti dans la dynamique créée par la campagne électorale, mais il abandonne cette idée lorsqu'il constate que le jeu politique est totalement verrouillé. Créer un parti serait une mystification, dit-il. Le pouvoir algérien refuse d'agréer plusieurs partis politiques créés dans une stricte légalité.
Mouloud Hamrouche est, comme il le dit lui-même, « un fils du système », qui peut à la fois assumer son passé, et se prévaloir d'avoir mené les seules vraies tentatives de le changer. Réservé, presque timide, il a un sens de l'écoute et de l'observation exceptionnel.[réf. souhaitée]

### L'ère Bouteflika
En 2009, il décline toute participation à l'élection présidentielle algérienne de 2009. En janvier 2014, il rejette une proposition du régime algérien d'être colistier d'Abdelaziz Bouteflika, et de lui succéder au bout de deux ans. En février de la même année, il déclare ne pas être candidat à l'élection présidentielle algérienne de 2014. En octobre 2019, dans le contexte du Hirak, il exclut de participer à l'élection présidentielle algérienne de 2019.
Le 13 janvier 2020, il est reçu par Abdelmadjid Tebboune dans le cadre des consultations sur le projet de réforme de la constitution

## Personnalité politique
Son sens de l'observation et sa finesse d'analyse lui permettent de déceler tous les travers d'un régime basé sur l'armée et les services de sécurité. Autant dire sur l'autoritarisme, même si Mouloud Hamrouche reconnaît que ce régime a eu quelques réussites spectaculaires, sur le plan social notamment.[réf. nécessaire] .Marqué par ce régime, il soutiendra une thèse en science politique, intitulée « le phénomène militaire en Afrique ». C'est depuis cette époque qu'il acquiert la conviction qu'un tel système ne peut vivre longtemps sauf par la force et la répression.
Mouloud Hamrouche soutient le "contrat de Rome", signé dans la capitale italienne en janvier 1995, en soulignant que le document reprend les mécanismes prévus dans la constitution de 1989. En 1996, il signe, avec d'autres personnalités, un « appel pour la paix ».
Mais de manière générale, Hamrouche est plutôt discret. Devant l'inflation des mots et la dérive des normes et des valeurs, il préfère la lucidité du constat sans complaisance. Mais peu à peu, y compris en restant très discret, il impose son analyse dans le pays. Même les mots et les concepts qu'il lance s'imposent.
Des années après le départ de Hamrouche, différents gouvernements qui se sont succédé parlent toujours de réformes économiques, sans pouvoir leur donner un vrai contenu. L'analyse de Hamrouche sur le système et ses « clans » est devenue la plus connue pour parler du pouvoir. Et au moment où partisans et adversaires de l'implication de l'armée dans la sphère politique s'affrontaient, Mouloud Hamrouche a, encore une fois, imposé la vision la plus lucide et la plus politique : l'armée ne peut désigner les dirigeants politiques, mais elle doit rester partie prenante des mécanismes de décision.